# High School (manhwa)
Pour les articles homonymes, voir High school.

High School (발작) est un manhwa de Kim Young-oh et Jeon Sang-young en 12 volumes publiés en français chez Tokebi.

## Histoire
En Corée du Sud, à Séoul, les lycées explosent et les élèves délinquants se lâchent... Jo Pae, un voyou qui vient d'arriver au lycée Sang Rok, rencontre Ho Rah et Han Ryu (eux aussi arrivés à Sang Rok) qui vont s'allier à lui et créer un petit gang qui s'opposent aux caïds qui contrôlent le bahut.
Tout au long de l'histoire, le petit groupe va s'agrandir et après avoir pris le contrôle de leur bahut (en affrontant 50 mecs à eux trois), va prendre le contrôle d'autres lycées en affrontant des adversaires de plus en plus coriaces : du camé maladroit au mafioso psychopathe en passant par le colossal judoka, le kendoïste fou, l'aïkidoka en furie et bien sûr le violeur dealeur Moo Sik.

## Personnages

### Le gang de Jo Pae
Jo Paejeune voyou sortant à peine du collège et qui s'impose sans mal dans son nouveau lycée mais qui ne s'arrête pas. Il possède une force hors du commun et un courage (une inconscience) sans limites!
Ho Rahpetit caïd de bande et boss de son collège (quand il y était encore), il pratique le Taekwondo et possède un sens de la stratègie de combat d'un professionnel des arts martiaux. Pour un voyou, il n'est pas si bête, mais il a des attitudes assez... comment dire... stupides. C'est un bon bastonneur qui contrairement à Jo Pae connaît ses limites et a plus de conscience.
Han Ryumarginal avec un look très spécial qui a des crises de folie, il ne faut pas le contraindre. Il a un comportement étrange et il passe ses journées à réfléchir (sauf quand il tape) et à essayer de comprendre le sens de la vie. C'est une sorte de philosophe qui, une fois à bout de nerfs, explose et produit une force surhumaine. Enfin on aura beau ligoter un Han Ryu en crise de haut en bas il continuera le combat!
Suk Jinancien membre du gang de Noh Min Soo, il quitte Yoo Yeol car il le trouve lâche et il admire la puissance de Jo Pae. Il est violent mais n'hésite jamais lorsqu'il s'agit de défendre ses amis.
Ki Taeancien membre du gang de Noh Min Soo, il reste avec Suk Jin et respecte son ami. Il répond aux professeurs et a un mauvais comportement en classe ce qui a fait de lui une racaille bastonneuse.
Sung Namgarde du corps de Ho Rah qui n'est pas très actif lorsque celui-ci est attaqué. C'est un petit lâche qui veut se la jouer bastonneur mais c'est un trouillard.
Won Ilgarde du corps de Ho Rah, il est dévoué à son ami et il le respecte beaucoup et le trouve balèze. Mais il ne possède pas vraiment un grand courage.
Tae Jinchef d'un gang de motard qui s'allie à Jo Pae après une course de moto... il trouve que Jo Pae est un petit morveux mais qu'il a de l'avenir et c'est sa raison de le respecter. Membre de son gang : Kil Soo, jeune effronté qui déteste Jo Pae car celui-ci a provoqué des accidents de moto à ses amis. Sinon Tae Jin est un ancien membre du gang de Min Soo mais il l'a quitté à la suite d'un problème avec Yoo Yeol.
Dong Dalvoir Le gang de Dong Dal Yeon Jang
Moo Sikvoir Le gang de Dong Dal Yeon Jang
Jae Kwonvoir le gang du Yeom Jae Kwon Joo Pan
Jong Sookune fille que Jo Pae aime mais qui refuse de sortir avec lui sous prétexte qu'il est taré! Elle est très courageuse et défend volontiers les plus faibles.

### Le gang de Noh Min Soo Sang Rok (gang de Sang Rok)
Min Sooboss du gang de Sang Rok, c'est un drogué de service qui agit avec une violence des plus extrêmes. Ses relations avec l'administration de son bahut le rend intouchable. C'est un excellent chef mais la drogue le détruit à petit feu.
Yoo Yeolbras droit de Min Soo, c'est lui qui dirige le gang lorsque son chef est invalide. Il est très intelligent et obtient ce qu'il veut par la traîtrise et la lâcheté. Son enfance difficile et la pendaison de son père sous ses yeux lui ont forgé un caractère de fer.
Sung Dogarde du corps personnel de Yoo Yeol, il se bat avec un couteau et n'hésite pas à aller jusqu'au bout lorsqu'il a sorti son arme.
Jae Mangrosse brute qui aide Yoo Yeol pour toutes les tâches de violence. Lorsqu'il s'agit de tabasser quelqu'un, il est le premier arrivé. Il porte un badana car il ne supporte pas les critiques sur son front que lui font ses proches.

### Le gang de Dong Dal Yeon Jang (gang du lycée Yeon Jang)
Dong Dalc'est le chef du gang, un judoka violent qui balance ses adversaires par terre (ou dans le ciel) et qui les tabasse avec ses larbins. C'est un mauvais boss qui a la trouille dès qu'il rencontre un adversaire plus puissant et qui fuit le combat. Il finira par rejoindre le gang de Jo Pae après une défaite à coup de pelleteuse.
Moo Sikancien élève de Yeon Jang et ami de Dong Dal. Il sort tout juste de maison de correction et frappe ses adversaires à coups de masse. Il possède un corps de catcheur et rien que sa tête montre sa force... Il finira par rejoindre Jo Pae après une défaite à coup de pelleteuse (tout comme Dong Dal).

### La mafia
Doo Ikancien membre du gang de Min Soo qui est rentré dans la plus puissante organisation criminelle de Soul, voire de Corée. Il va aider Yoo Yeol mais n'empêchera pas sa défaite.
Dae Anaïkidoka chargé des affaires musclées. Il est très fort et préfère le corps-à-corps en combat. Il pare les coups avec une excellente technique.
Jung Wankendoka ultra rapide qui se bat avec un baton. Il va bien heureusement se faire calmer vite fait... je n'en dis pas plus....
Jong Sooun violent qui cogne extrêmement fort et écrase tout sur son passage... un nettoyeur de première.
Kyoung Choolil est le chef du groupe de la mafia qui gère la drogue.
Le frère d'Han Ryule chef du gang, il possède une influence sur la ville qui est très forte et son lieu de résidence n'est autre qu'un building de verre qui domine Séoul.
Inspecteur Parkun pauvre inspecteur soumit à la mafia locale...

### Le gang des racketteurs
Do Sikc'est le chef de cette petite bande de racailles, il viole et tabasse à volonté. Mais il va malheureusement pour lui s'attaquer à la mauvaise fille, qui se trouve être la meuf de Ho Rah. je n'en dis pas plus...
Dong Palle pire obsédé sexuel de Corée! Quand il s'agit de violer une fille, il est premier sur les lieux!

### Le gang des Joong San 3 Rok
Les trois rokCe sont des petites frappes assez fortes en baston qui sont au service du gang de Joong San Park Jong Do.

### Le gang de Joong San Park Jong Do (le gang du lycée Joong San)
Jong DoC'est le boss du gang, il contrôle le lycée Joong San. On le voit assez peu dans le manhwa mais il est impressionné par Jo Pae.

### Le gang de Kim Byung Jim Kwang Il (le gang du lycée Kwang Il)
Byung Jinle chef du gang. Son gang est en fait constitué de seulement lui et ses quelques larbin. Il n'est pas vraiment un boss vu qu'il se prend des raclées par tout le monde et vu qu'il est le seul gang de son lycée il est considéré comme boss... c'est un vrai trouillard qui a la grosse tête. Il perdra le contrôle de son lycée.
Le larbin de Byung Jinle larbin de Byung Jin qui le suit partout et l'aide en frappant dans le dos des ennemis de son chef.

### Le gang de Kim Tae Bum Han Shin (gang du lycée Han Shin)
Tae Bumil est le chef du gang et considère Jo Pae comme une merde... mais il perdra le contrôle de son lycée.

### Le gang de Yeom Jae Kwon Joo Pan (gang du lycée Joo Pan)
Jae Kwonc'est le chef du gang, il dirige entièrement son lycée et est surnommé par ses camarades « poing de pierre » en raison de ses talents de boxeur. Au début il considère Jo Pae comme un petit voyou stupide mais va vite changer d'avis et le rejoindre. Le cancer de sa mère le rend peu disponible lors des bastons.

### Le gang de Kim Tae Yun Hak San (gang du lycée Hak San)
Tae Yunchef du gang qui se fiche de Jo Pae mais perdra le contrôle de son lycée.

### Le gang de Kang (le gang des lycées Sang Dok et Yae In)
Chul Jongchef du gang avec son collègue Hyuk Soo, il considère Jo Pae comme un nul au début mais se prend un raclée lui et ses potes par Ho rah, Han Ryu et Moo Sik ce qui suffit à lui faire rejoindre le gang de Jo Pae. Il est très sage et réfléchi avant d'agir.
Hyuk Soo2e chef du gang, il s'occupe lui du lycée Sang Dok pendant que son collègue s'occupe de Yae In. Il va rejoindre Jo Pae de la même manière que son ami.

### Le gang de Seo Geun Tae Seo Il (gang du lycée Seo Il)
Geun Taechef du lycée Seo Il. Il est contre Jo Pae mais perdra le contrôle de son lycée.

### Le gang Il Shim (gang du lycée Shin Il)
Yu Midirigeante du gang, elle est la petite copine de Ho Rah et elle est plutôt aguicheuse. Elle déteste qu'on la drague tout le temps et c'est pourtant ce qui lui arrive...

### Documentation
- Philippe Karakasyan, « Chic Corée », BoDoï, no 66,‎ août-septembre 2003, p. 13.